# Nyctemera lacticinea
Nyctemera lacticinea là một loài bướm đêm thuộc phân họ Arctiinae, họ Erebidae.